# Nancy (nome)
Nancy  è un nome proprio di persona inglese femminile.

## Varianti in altre lingue
- Croato: Nensi[1]
- Irlandese: Nainsí[1]

## Origine e diffusione
Si sarebbe originato come vezzeggiativo di Ancy, a sua volta diminutivo medievale di Annis (forma medievale di Agnes), ma dal XVIII secolo è stato considerato un diminutivo di Anne. Attualmente invece è perlopiù considerato un nome indipendente.
Durante il XX secolo divenne molto popolare negli Stati Uniti, e tra il 1935 e il 1955 fu tra i 10 nomi più usati in quel paese. Il nome è identico a quello della città francese di Nancy, che però ha un'etimologia differente.

## Onomastico
Il nome è di per sé adespota, ovvero senza santo patrono, quindi l'onomastico ricade il giorno di Ognissanti, il 1º novembre. Tuttavia, è possibile anche festeggiarlo lo stesso giorno dei nomi di cui costituisce un diminutivo.

## Persone
- Nancy Ajram, cantante libanese
- Nancy Allen, attrice statunitense

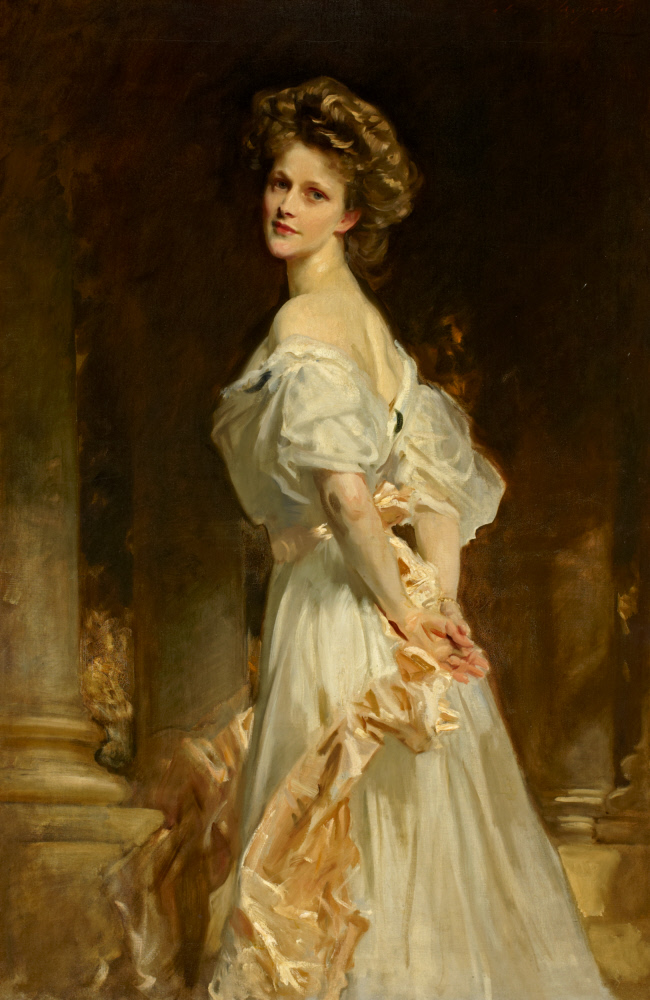
Nancy Astor

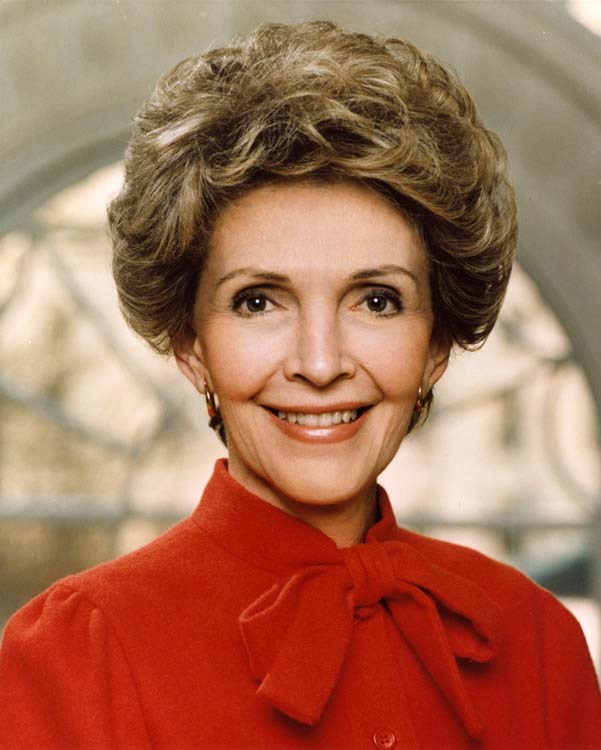
Nancy Reagan

- Nancy Astor, politica statunitense naturalizzata britannica
- Nancy Brilli, attrice italiana
- Nancy Cartwright, attrice e doppiatrice statunitense
- Nancy Coleman, attrice statunitense
- Nancy Cunard, scrittrice, poetessa e anarchica britannica
- Nancy Cuomo, cantante e produttrice discografica italiana
- Nancy Greene, sciatrice alpina e allenatrice di sci alpino canadese
- Nancy Huston, scrittrice e saggista canadese
- Nancy Kwan, attrice cinese naturalizzata statunitense
- Nancy Marchand, attrice statunitense
- Nancy Olson, attrice statunitense
- Nancy Pelosi, politica e femminista statunitense
- Nancy Reagan, first lady statunitense
- Nancy Sinatra, cantante statunitense
- Nancy Travis, attrice statunitense
- Nancy Walker, attrice statunitense

### Varianti
- Nancye Wynne Bolton, tennista australiana

## Il nome nelle arti
- Nancy è un personaggio del romanzo di Charles Dickens Le avventure di Oliver Twist.
- Nancy Drew è un personaggio di diversi romanzi gialli per ragazzi.
- Nancy O'Reilly è un personaggio della serie televisiva I segreti di Twin Peaks.
- Nancy Thompson è un personaggio della serie di film Nightmare.
- Nancy Wheeler è un personaggio della serie televisiva Stranger Things.
- Nancy è una canzone di Fabrizio De André.

## Toponimi
- 2056 Nancy è un asteroide della fascia principale.